# 錢余榮
錢余榮（1914年—2013年3月22日），聖名多默，江苏省铜山县人，天主教徐州教區自选自圣主教（後獲宗座承認），中国天主教主教团副团长。

## 生平
钱余荣出生在铜山县一个天主教家庭，自幼受洗入天主教。民国11年（1922年）读私塾。民国16年（1927年）进入徐州天主教会办的类思学校学习。民国23年（1934年），在河北省献县慕华中学毕业。1937年抗日战争全面爆发后，钱余荣與同學一起參加抗日救亡活動，1938年台兒莊戰役中曾將一名被日軍子彈所傷的国民革命军士兵抬到聖堂養傷，為傷兵換藥洗傷口直至他康復離開。民国27年至34年（1938年至1945年），钱余荣在山东省济宁圣心神哲学院学习并毕业。1945年晋铎后回到天主教徐州教区。中华人民共和国成立后，曾任徐州天主教办的私立光启小学主任、校长。1953年到1959年，任徐州教区代理主教。他积极参加中國天主教的反帝愛國運動。1959年，被选为天主教徐州教区正权主教（自选自圣）。文化大革命中被下放劳动。1980年，落实宗教政策，回到教堂任职。1980年到1992年，当选为中国天主教主教团副团长。1992年到1997年，当选为中国天主教爱国会顾问。1981年起，当选为江苏省天主教爱国会第二、三、四、五、六届委员会主任。江苏省天主教“两会”第七、八、九届名誉主任。徐州市天主教爱国会主任，徐州市天主教爱国会第六届委员会名誉主任。他是全国政协第六、七届委员会委员，江苏省政协第二、三、四届委员会委员，徐州市人大第八、九、十一、十二、十三届代表，徐州市政协第三、四、十、十一、十二届委员会常务委员。2007年，他接受“自聖”一事獲得教宗本篤十六世寬免。
2013年3月22日，钱余荣在徐州病逝，享年103岁。2013年3月28日，钱余荣主教遗体告别仪式在徐州市青年路天主教堂举行。